# Anna Christie (película de 1930)
Anna Christie es una película estadounidense estrenada el 21 de febrero de 1930, basada en la obra teatral homónima de Eugene O'Neill.
Dirigida por Clarence Brown, contó con actores como Greta Garbo, Charles Bickford, George F. Marion, Marie Dressler, James T. Mack y Lee Phelps.
La película fue muy popular en su época y fue además nominada a tres óscares.

## Sinopsis
Han pasado 15 años desde que Chris (George F. Marion) le mandó una carta a Anna (Greta Garbo) a los cinco años de edad diciendo que se iba a vivir con unos parientes y ahora volvía. Un día, andando bajo a la costa, Chris y Annie encuentran tres sobrevivientes de un hundimiento de un barco.
Uno de los sobrevivientes, Matt (Charles Bickford), se enamora de Ana, generándose así una historia de desengaños amorosos.

## Reparto
- Greta Garbo ... Anna Christie
- Charles Bickford ... Matt Burke
- George F. Marion ... Chris Christofferson
- Marie Dressler ... Marthy Owens
- James T. Mack ... Johnny, the Harp
- Lee Phelps ... Larry